# محاصره اولسان
محاصره اولسان (انگلیسی: Siege of Ulsan) به دو تلاش ناموفق نیروهای چوسان و دودمان مینگ جهت تسخیر قلعه ژاپنی اولسان در طی تهاجم هیده‌یوشی به کره (۱۵۹۸–۱۵۹۲) گفته می‌شود.